# Don Sanche, avagy a szerelem kastélya
A Don Sanche, avagy a szerelem kastélya Liszt Ferenc egyetlen befejezett operája (ezenkívül fennmaradt még a zeneszerző egy operatöredéke is Sardanapal címmel). A partitúra műfaji megjelölése szerint a mű opera ferie (tündéropera), két részben. A darab ősbemutatójára 1825. október 17-én került sor Párizsban, a Grand Opérában. A premier csúfos bukás volt, a Don Sanche mindössze háromszor került előadásra, majd hosszú időre feledésbe merült.

## Az opera története
Miután 1824-ben Liszt több sikeres koncertet adott Franciaországban, a zeneszerző és karmester Ferdinando Paër (aki Liszt egyik zenetanára volt) arra biztatta a fiatal muzsikust, hogy komponáljon operát. Paër segédkezett a megfelelő librettó kiválasztásában és a hangszerelésben is. Liszt valószínűleg 1824 szeptemberében végzett a komponálással, majd a partitúrát benyújtotta a párizsi Grande Opéra vizsgálóbizottságának. A bizottság tagja volt többek között a korszak két elismert operakomponistája, Luigi Cherubini és François-Adrien Boieldieu is. A bizottság előadásra alkalmasnak találta a művet, de felkérték Rodolphe Kreutzert, a neves hegedűművészt és karmestert a hangszerelés kiegészítésére. A művet az ő vezényletével mutatták be, a férfi főszerepet pedig a korszak egyik legelismertebb tenoristájára, Adolphe Nourrit-re osztották. Ám ez nem volt elegendő a sikerhez. Az 1825. október 17-én lezajlott párizsi bemutatón a darab megbukott, a zeneszerző életében még mindössze háromszor került előadásra (1825. október 19-én, 21-én és 26-án).
1873-ban a Garnier operaházban tűzvész pusztított, a kottatár több partitúrája is a lángok martaléka lett, közöttük volt a Don Sanche kézirata is. Egészen 1903-ig úgy gondolták, hogy nem készült másolat a műről, így az odaveszett a tűzvészben. Aztán Jean Chantavoine, az operaház kottatárában végzett más célú kutatása közben véletlenül rábukkant két díszes kötésű füzetre, amelyek a Liszt-opera kéziratos partitúramásolatát tartalmazták. Ezután még több mint hetven évnek kellett eltelnie, hogy a darabot ismét előadják. 1977-ben egy londoni együttes vállalkozott a bemutatására. 1997-ben a Hungaroton elkészítette és kiadta az opera mindmáig egyetlen hangfelvételét CD-n.
A 2011. évi Tavaszi Fesztiválon a Liszt év alkalmából a Szegedi Nemzeti Színház vállalkozott a Don Sanche első magyarországi szcenírozott előadására. Szintén a Liszt év alkalmából került színre az opera a Miskolci nemzetközi operafesztiválon, ahol Katherina Wagner irányította színpadra állítását. A produkció a Miskolci Operafesztivál Nonprofit Kft., Bayreuth és Eisenstadt közös produkciója volt, amelyet Miskolc után bemutattak a Bayreuthi Ünnepi Játékokon is.
Az opera zenéje a fiatal Mozartot és Haydnt idézi. Liszt eredeti hangszerelése gyakorlott szerzőre vall, kiemelt szerepet juttat a hárfának és a fuvolának. A szólószámokat néhány együttes és egy induló egészíti ki.

## Az opera szereplői
| Szereplő                                     | Hangfekvés   |
| -------------------------------------------- | ------------ |
| Don Sanche, lovag                            | tenor        |
| Elzire hercegnő                              | mezzoszoprán |
| Alidor, varázsló                             | bariton      |
| Apród, remete, egykor Gualterio házitanítója | szoprán      |
| Zélis, Elzira udvarhölyge                    | mezzoszoprán |
| Egy hölgy                                    | szoprán      |
| Egy lovag                                    | tenor        |

- Történik: mesebeli időkben, a szerelem kastélyában

## Az opera cselekménye

### I. rész
A szerelem kastélyába bárki beléphet, akinek van párja és már megismerte a szerelmet. Don Sanche érkezik a kastélyhoz, aki reménytelen szerelmet táplál Elzire iránt. Be akarna lépni a kastélyba, de apródja útját állja: a szerelem kastélyába csak szerelmespárok léphetnek be. A lovag elpanaszolja neki, hogy imádottja nem viszonozza az érzelmeit, így igazán nem az ő hibája, hogy még mindig magányos agglegény. Nemsokára megjelenik a kastély ura, Alidor is, aki elmeséli, hogy a kastélyt a saját szerelmei emlékére állította. Miután ő is megismerkedik Sanche történetével, megidézi az éppen Navarra felé tartó Elzire alakját, és megjósolja, hogy a hercegnő királyi sarjat fog választani. Ezután enged Sanche kérésének: szélvihart támaszt, amivel eltéríti a hercegnőt és kíséretét eredeti céljuktól, és a kastély felé vezérli őket. A hercegnő fáradtan, elcsigázottan érkezik meg. Szeretne menedéket lelni a kastélyban, de mivel nincsen még választottja, az apród őt sem engedi be. Kapóra jönne az ismét felbukkanó Don Sanche, de a hercegnő ismét kikosarazza. Elzire ugyanis mást szeret, most is ő hozzá igyekezett, de eltévedt. Zélise is arra biztatja úrnőjét, hogy fogadja párjául Sanche lovagot, de a hercegnő megmakacsolja magát, így hiába lesz egyre hűvösebb, végül az egész társaság a szabad ég alatt hajtja álomra a fejét.

### II. rész
Megvirradt. A kastélyból kihallatszik a boldog szerelmesek éneke. Megjelenik Romualde, Elzire szerelme. Megtudta, hogy a hercegnő és kísérete eltért szándékától, ezért nem érkezettek meg hozzá. Elhatározza, hogy ha kell, erőszakkal viszi magával a lányt. Don Sanche nem hagyja annyiban szerelme inzultálását: párbajra hívja a lovagot. Bátorságát és önfeláldozását látva Elzire szíve megenyhül: Ámorhoz fordul segítségért, kéri, hogy Sanche-ot segítse győzelemre. De minden hiába: a címszereplő a viadalban súlyos sebet kap. Elzire ekkor arra utasítsa Zélise-t, hogy kérjen bebocsátást a kastélyba, ugyanis Sanche életéért kész felajánlani a sajátját. Ekkor megjelenik Alidor, és kiderül, hogy Romualde lovag és a párbaj csak színjáték volt, a szerelem próbája, amelyet mindketten kiálltak. Így már nincs semmi akadálya, hogy belépjenek a szerelem kastélyába. Don Sanche és Elzire örök szerelmet esküsznek egymásnak, és boldogan lépik át a kastély küszöbét.

## Hangfelvételek
Don Sanche – Gérard Garino, Elzire – Hamari Júlia, Alidor – Gáti István, Apród – Farkas Katalin, Zélis – Komlósi Ildikó, Egy hölgy – Zádori Mária. Egy lovag – Kállay Gábor. Közreműködik a Magyar Állami Operaház zenekara, a Magyar Rádió és Televízió énekkara, vezényel: Pál Tamás. A felvétel helye és ideje: Budapest, 1997. A kiadás éve: 1997. Hungaroton, HCD 12744-45, 2 CD DDD Stereo